# Rajauri
Rajauri là một thị xã và là nơi đặt ủy ban khu vực quy hoạch (notified area committee) của quận Rajauri thuộc bang Jammu và Kashmir, Ấn Độ.

## Địa lý
Rajauri có vị trí 33°23′B 74°18′Đ / 33,38°B 74,3°Đ Nó có độ cao trung bình là 915 mét (3001 feet).

## Nhân khẩu
Theo điều tra dân số năm 2001 của Ấn Độ, Rajauri có dân số 20.874 người. Phái nam chiếm 58% tổng số dân và phái nữ chiếm 42%. Rajauri có tỷ lệ 77% biết đọc biết viết, cao hơn tỷ lệ trung bình toàn quốc là 59,5%: tỷ lệ cho phái nam là 83%, và tỷ lệ cho phái nữ là 68%. Tại Rajauri, 12% dân số nhỏ hơn 6 tuổi.